# Húng tây

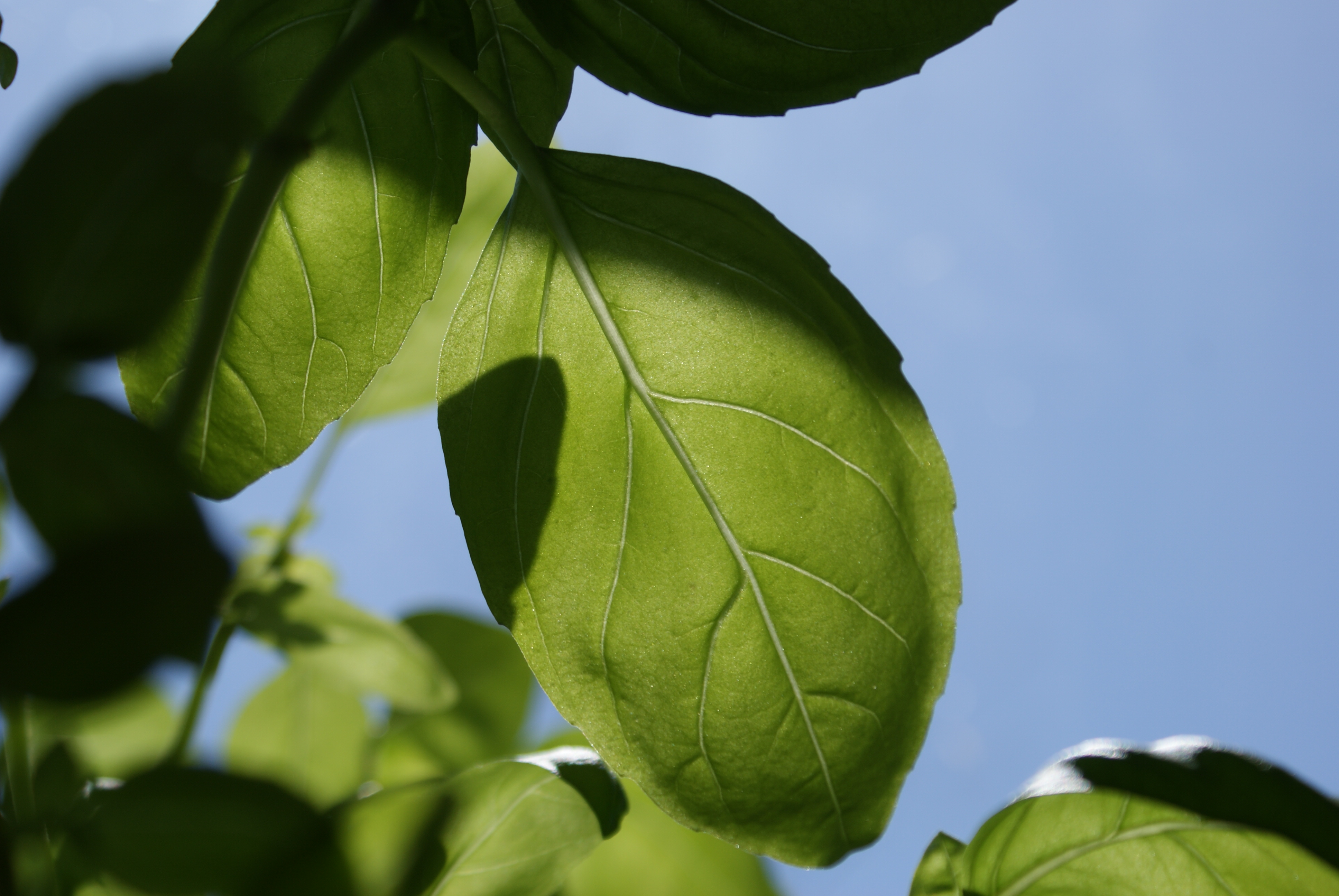
Húng tây mọc dưới ánh mặt trời

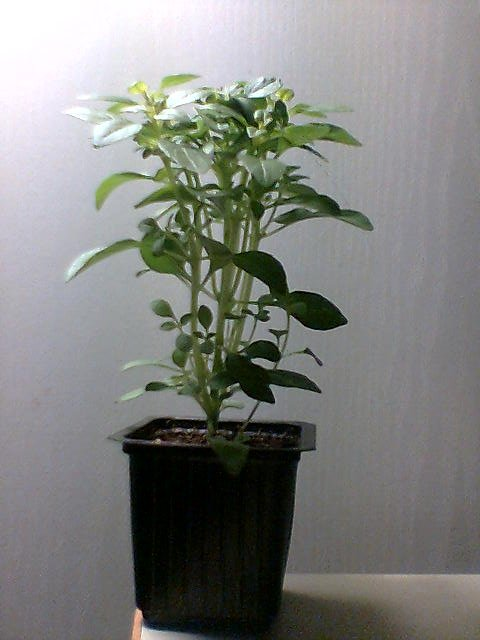
Cây húng tây giai đoạn đầu

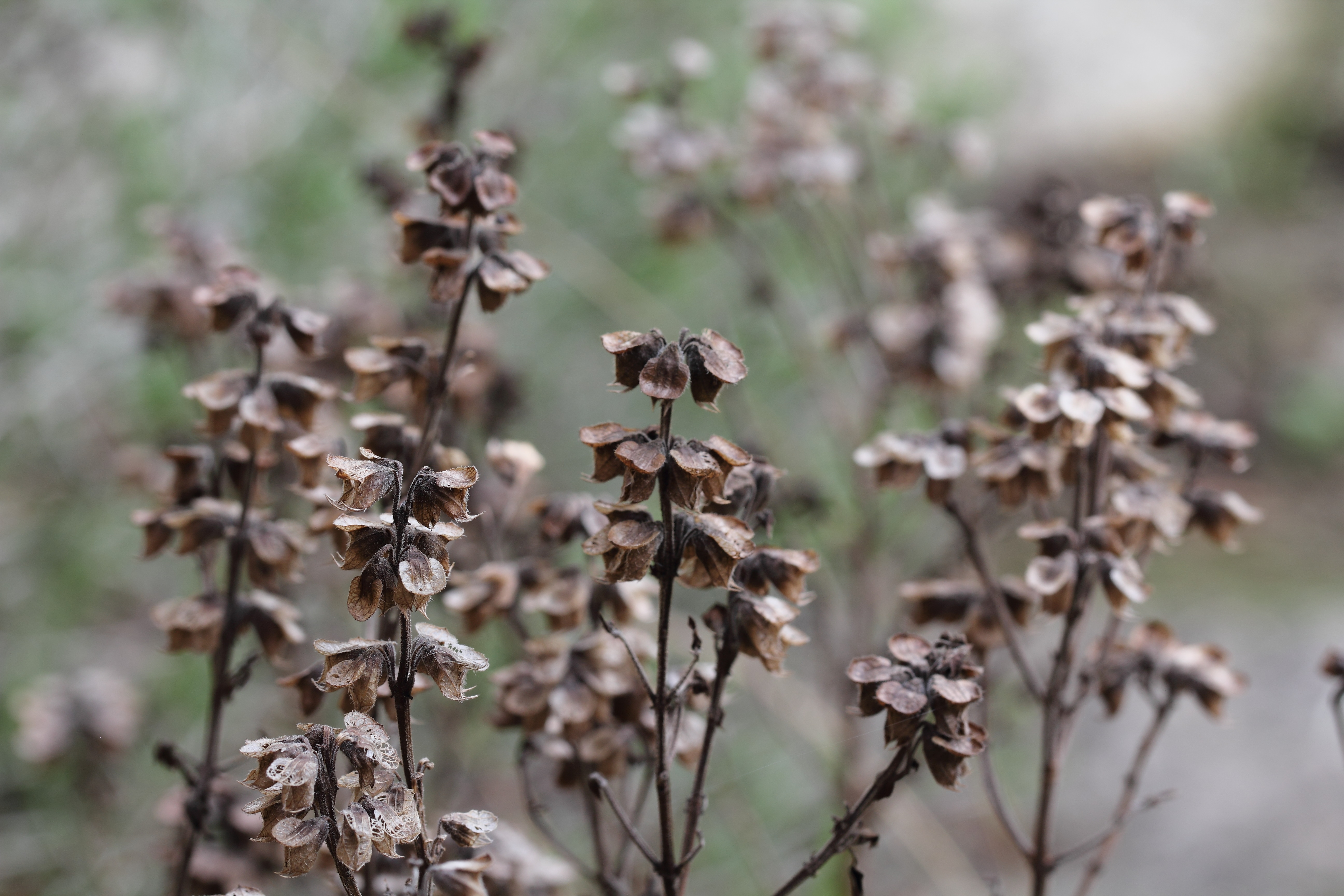
Húng tây héo đang phân tán hạt

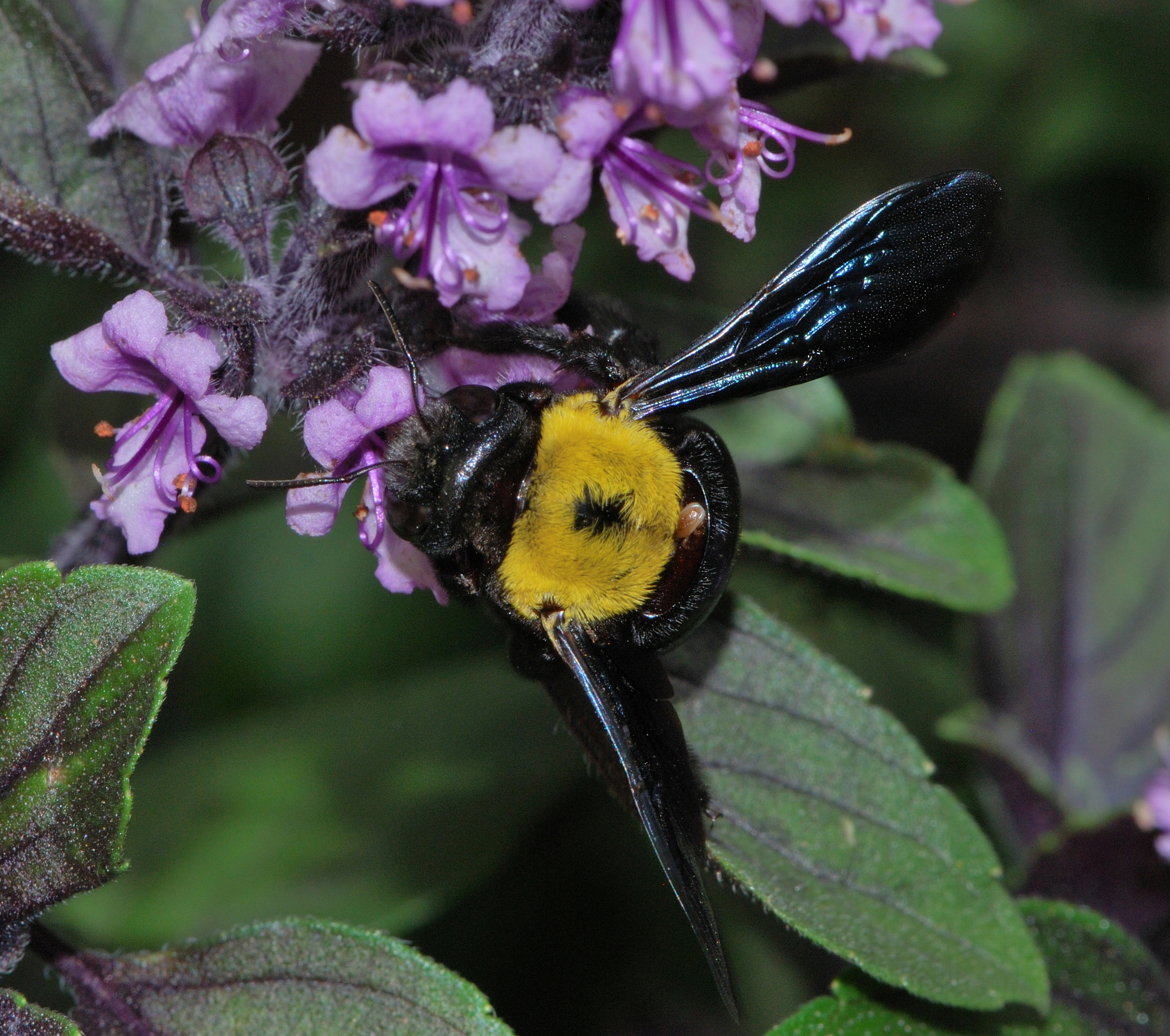
Một con ong bầu cái đang hút mật hoa húng tây

Húng tây (tiếng Anh: Basil, /ˈbæzəl/, hoặc US: /ˈbeɪzəl/; Ocimum basilicum), còn được gọi là húng quế tây, húng quế lá to hay đại húng, là một loại rau thơm thuộc họ Hoa môi. Trong Ẩm thực châu Âu, thuật ngữ chung "rau húng quế" được sử dụng để chỉ loại còn được gọi là rau húng thơm hoặc rau húng Genovese. Húng tây là loài bản địa của vùng nhiệt đới từ Trung Phi cho tới Đông Nam Á. Ở các vùng khí hậu ôn đới, rau húng quế được xem như một thực vật hàng năm, tuy nhiên, rau húng quế có thể được trồng như một thực vật hàng năm hoặc thực vật hai năm trong các khu vực có khí hậu ấm áp, thuộc Khí hậu nhiệt đới hoặc khí hậu Địa Trung Hải. Nó là loại cây khó sống khi gặp điều kiện bất lợi, và được dùng trong nhiều nền ẩm thực trên toàn thế giới. Tùy thuộc vào loài và giống cây, lá sẽ có vị hơi tương tự tiểu hồi cần, với mùi hương hắc, nồng, hơi ngọt.
Có nhiều loại húng quế tây khác nhau bao gồm húng quế thường, húng quế Thái (O. basilicum var. thyrsiflora), và húng quế chanh của bà Burns (O. basilicum var. citriodora). O. basilicum có thể hợp phối với các loài khác trong chi Ocimum, tạo ra các loài lai như húng chanh (O. × citriodorum) và húng quế xanh Phi Châu (O. × kilimandscharicum).

## Nguyên gốc từ
Tên "húng quế" xuất phát từ từ tiếng Latin basilius, và từ tiếng Hy Lạp βασιλικόν φυτόν (basilikón phytón), có nghĩa là "cây hoàng gia" hoặc "cây của vua", có thể là do tin rằng cây này đã được sử dụng trong việc sản xuất nước hoa hoàng gia. Húng quế cũng được gọi là "l'herbe royale" ("cây thảo hoàng gia") trong tiếng Pháp. Tên Latinh đã bị nhầm lẫn với rồng basilisk, vì được cho là có khả năng chống lại độc tố của loài rồng basilisk.

## Mô tả
Húng tây là một loài rau thơm hàng năm, thỉnh thoảng là loài lâu năm, sử dụng phần lá. Tùy vào thứ, cây có thể phát triển từ 30 cm (0,98 ft) đến 150 cm (4,9 ft). Lá của cây có đậm màu xanh và hình quả trứng có đầu nhọn, nhưng cũng có thể khác tùy thuộc vào giống cây. Kích cỡ lá dài khoảng từ 3 cm (1,2 in) đến 11 cm (4,3 in), và rộng từ 1 cm (0,39 in) đến 6 cm (2,4 in). Rễ của cây là rễ cọc dày. Hoa nhỏ có màu trắng, mọc thành chùm dài.

### Hóa thực vật học
Các thứ húng khác nhau lại có mùi riêng biệt vì loài cây này có nhiều loại tinh dầu khác nhau với lượng khác nhau tùy thuộc vào giống cây. Tinh dầu trong giống húng tây châu Âu chứa nồng độ linalool cao và methyl chavicol (estragole), với tỉ lệ khoảng 3:1. Các thành phần khác bao gồm: Eucalyptol, eugenol, và myrcene, cùng nhiều chất nữa. Mùi đinh hương của húng ngọt là từ eugenol. Đặc điểm mùi hương của húng tây bao gồm Eucalyptol và methyl eugenol.

### Phân bố và môi trường sống
Húng quế có nguồn gốc từ Ấn Độ và các vùng nhiệt đới khác kéo dài từ châu Phi đến Đông Nam Á, nhưng hiện nay đã trở thành cây phổ biến trên toàn cầu do việc trồng trọt của con người.

## Phân loại học
Phân loại học của húng tây chưa thực sự chắc chắn do số lượng giống cây lớn, tính đa hình sẵn có cộng thêm thường xuyên thụ phấn chéo (tạo nên loài lai mới) với các thành viên khác cùng chi Ocimum (chi Húng quế) và trong cùng một loài. Ocimum basilicum có ít nhất 60 thứ, làm phân loại trở nên càng phức tạp.
Hầu hết giống húng là giống cây từ húng ngọt.
- Húng hồi cần, húng cam thảo hay húng Ba Tư (O. basilicum 'Licorice')
- Húng gia vị Mexico (Ocimum basilicum 'Cinnamon')
- Húng quế tím (Ocimum basilicum 'Dark Opal')
- Húng xà lách (Ocimum basilicum 'Crispum')
- Húng tím Osmin (Ocimum basilicum 'Purpurescens')
- Húng Rubin (Ocimum basilicum 'Rubin')
- Hùng lùn, húng Pháp (Ocimum basilicum 'Minimum'[14])
- Húng quế (Ocimum basilicum thyrsifolium)

### Loài lai
- Húng xanh Phi (Ocimum basilicum X O. kilimandscharicum)
- Húng gia vị (Ocimum basilicum X O. americanum), which is sometimes sold as holy basil)
- Húng chanh (Ocimum basilicum X O. americanum[15][16]), không nên nhầm với cây húng chanh được dùng ở Việt Nam

### Loài tương tự
- Húng long não, Húng Phi (O. kilimandscharicum)
- Hương nhu trắng hay é lớn lá (Ocimum gratissimum[17][18])

## Phân bố và môi trường sống
Húng tây là loài bản địa của Ấn Độ và một số vùng nhiệt đới trải dài từ châu Phi cho đến Đông Nam Á, nhưng giờ đã có mặt ở khắp nơi trên thế giới do hoạt động nông nghiệp của con người.

## Sử dụng

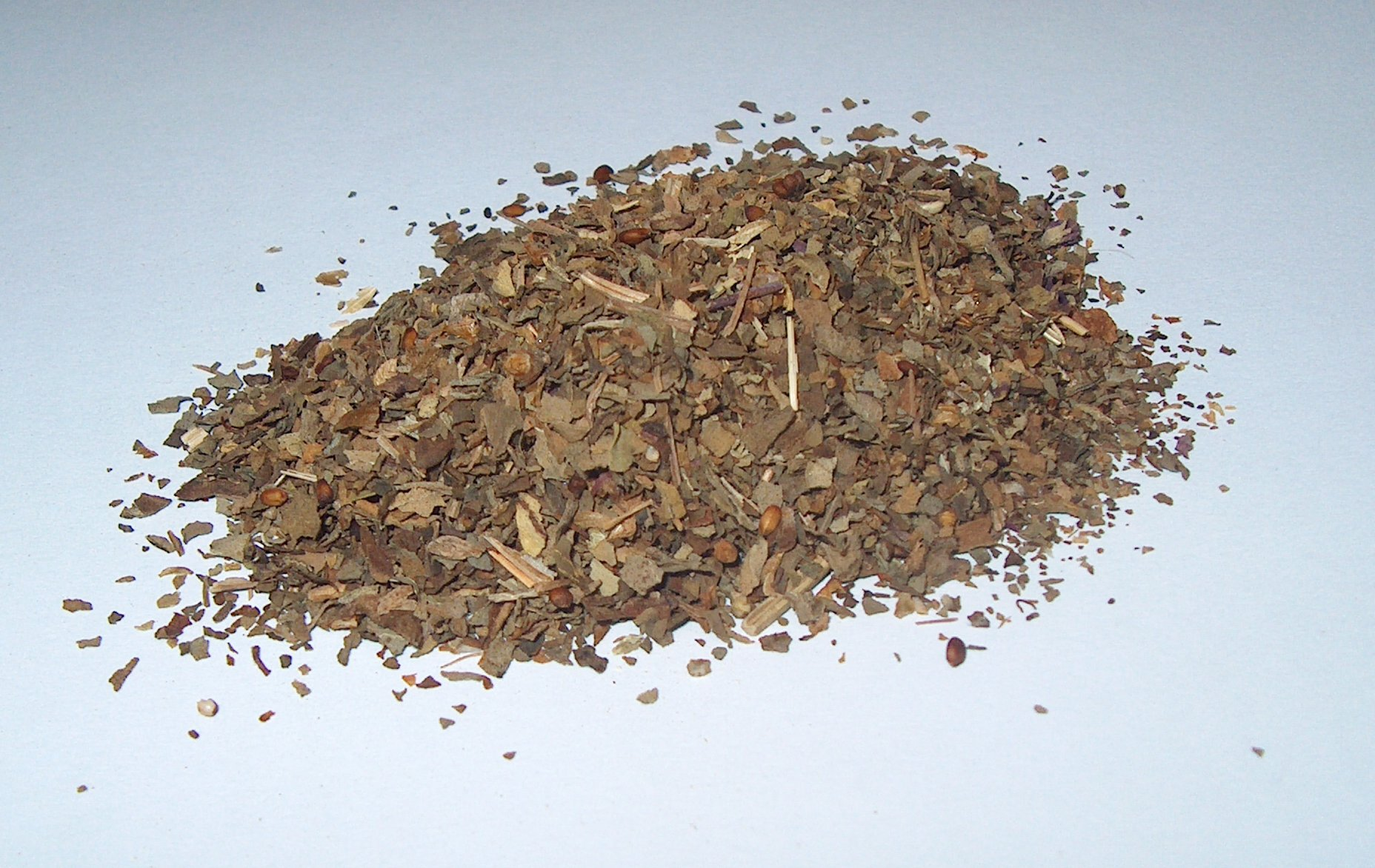
Lá húng tây khô

### Ẩm thực
Húng tây thường được dùng tươi trong nấu ăn. Nhìn chung, nó thường được thêm vào lúc cuối do nấu sẽ phá hủy mùi vị. Rau tươi có thể bảo quản được ngắn ngày trong túi để trong tủ lạnh, hay lâu hơn nếu để trong tủ đông sau khi chần nhanh qua nước sôi. Húng tây khi làm khô cũng bị mất khá nhiều mùi vị, và nó sẽ có vị hơi khác so với lá tươi, với vị coumarin nhẹ, như cỏ khô.
Húng tây là một trong những nguyên liệu chính của pesto—một loại sốt hỗn hợp dầu và rau của Ý.
Giống húng tây hay được sử dụng nhất ở khu vực Địa Trung Hải là "Genovese", "Purple Ruffles", "Mammoth", "Cinnamon", "Lemon", "Globe", and "African Blue". Ẩm thực Trung Quốc cũng sử dụng húng tây trong các món súp. Ở Đài Loan, lá húng tây cũng được ăn với súp. Húng tây (phổ biến nhất là húng quế) còn có thể được thêm vào sữa hoặc kem để tạo vị mới lạ. Hoa của cây húng tây cũng có thể dùng trong ẩm thực, nó có vị mạnh hơn và có thể ăn được.

#### Hạt
Khi được ngâm nước, hạt của một số giống húng sẽ trở nên dai, và được sử dụng trong đồ uống ở châu Á, ví dụ như faluda, sharbat-e-rihan, hay hạt é.
Các nghiên cứu cho rằng tinh dầu húng có tính chất kháng nấm mốc và đuổi côn trùng, và có thể là độc tố đối với muỗi.

## Canh tác

### Điều kiện trồng trọt
Húng quế nhạy cảm với lạnh và phát triển tốt nhất trong điều kiện nóng và khô. Nó được xem như cây thực năm nếu có khả năng gặp bất kỳ sự đông lạnh nào. Tuy nhiên, do sự phổ biến của nó, húng quế được trồng ở nhiều quốc gia trên thế giới. Các khu vực sản xuất bao gồm các nước ở vùng Địa Trung Hải, các nước ở khu vực khí hậu ôn đới và các khu vực khí hậu cận nhiệt đới.
Ở Bắc Âu, Canada, các tiểu bang phía bắc của Hoa Kỳ và Đảo Nam của New Zealand, húng quế sinh trưởng tốt nhất khi gieo trong nhà kính trong một chậu torf, sau đó trồng ra ngoài vào cuối mùa xuân/đầu mùa hè (khi không có nguy cơ bị đông lạnh); tuy nhiên, nó cũng có thể sinh trưởng tốt khi trồng ngoài đất trong những khí hậu này. Ngoài ra, nó có thể được gieo trực tiếp vào đất sau khi nguy cơ bị đông lạnh đã qua. Cây phát triển tốt nhất trên đất thoát nước tốt và tiếp xúc trực tiếp với ánh nắng mặt trời.
Mặc dù húng quế phát triển tốt ngoài trời, nó cũng có thể được trồng trong nhà trong một chậu và, giống như hầu hết các loại thảo mộc khác, sẽ phát triển tốt nhất trên một cửa sổ hướng mặt trời, tránh xa những dòng gió lạnh cực kỳ. Một nhà kính hoặc bạt che là lý tưởng nếu có sẵn. Tuy nhiên, nó cũng có thể được trồng trong một căn hầm dưới đèn huỳnh quang. Ánh sáng bổ sung tạo ra sự phát triển và sản xuất hợp chất fenol lớn hơn, trong đó ánh sáng đỏ + xanh lam đặc biệt tăng sự phát triển và sản xuất búp hoa. UV-B tăng cường các chất bay hơi trong dầu tinh dầu O. basilicum, điều này chưa thể tái tạo được ở các loài cây khác, vì vậy có thể độc nhất đối với chi hoặc ngay cả đối với loài này.
Cây húng quế cần được tưới nước đều đặn, nhưng không cần quá nhiều sự chú ý như ở các khí hậu khác. Nếu lá cây héo rụng do thiếu nước, nó sẽ phục hồi nếu được tưới nhiều và đặt ở vị trí có nắng. Lá màu vàng ở phía dưới của cây là biểu hiện rằng cây đã bị căng thẳng; thường điều này có nghĩa là nó cần ít nước hơn hoặc ít hoặc nhiều phân bón hơn. Húng quế có thể được nhân giống đáng tin cậy từ cành cắt với các cành cắt ngắn treo trong nước trong hai tuần hoặc cho đến khi rễ phát triển.

### Cắt tỉa, hoa và hạt giống

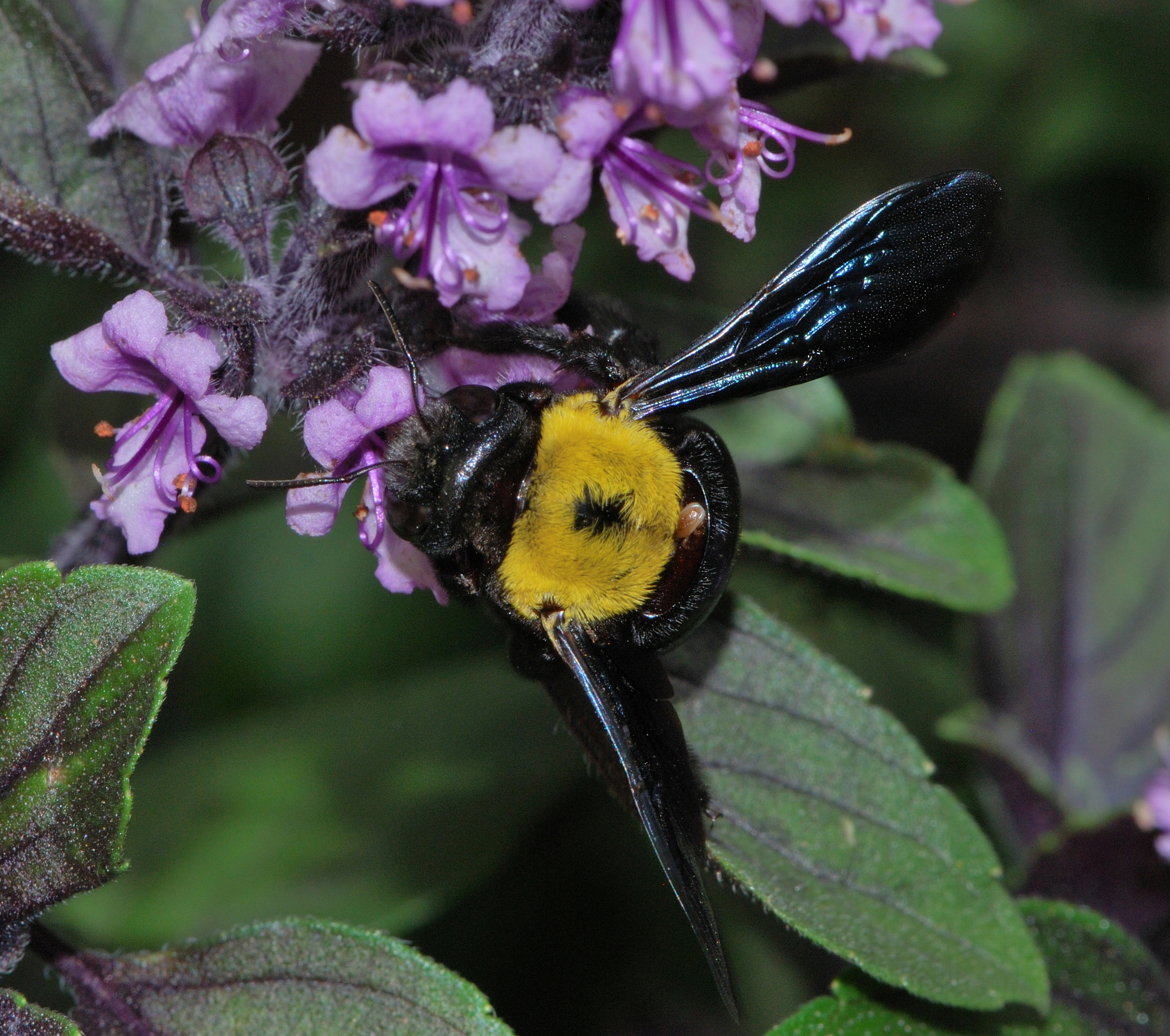
Con cái của ong mật xây tổ đang tìm kiếm thức ăn

Khi một cành cây cho hoa, sự sinh sản của lá dừng lại trên cành đó, cành trở nên gỗ và sự sản xuất dầu tinh dầu giảm đi. Để ngăn chặn điều này, người trồng húng quế có thể gỡ bỏ bất kỳ cành hoa nào trước khi chúng trưởng thành hoàn toàn. Do chỉ có cành cây đang nở hoa bị ảnh hưởng như vậy, một số cành có thể bị gỡ bỏ để sản xuất lá, trong khi các cành khác để hoa trang trí hoặc hạt giống. Việc gỡ lá cây giúp thúc đẩy sự phát triển, chủ yếu là do cây phản ứng bằng cách chuyển đổi các cặp lá tiếp theo của lá gần nhất thành các cành mới.
Khi cây được phép nở hoa, nó có thể tạo ra các bọc hạt chứa hạt giống màu đen nhỏ, có thể được lưu giữ và gieo vào năm sau. Nếu được để ra hạt, một cây húng quế sẽ mọc lại vào năm sau.

### Bệnh tật
Húng quế bị một số mầm bệnh thực vật có thể làm hỏng mùa màng và làm giảm sản lượng. Bệnh héo rụng Fusarium là một bệnh nấm truyền qua đất sẽ nhanh chóng giết chết các cây húng quế trẻ. Các cây non có thể bị tiêu diệt bởi Pythium damping off. Một bệnh lá phổ biến của húng quế là nấm nấm mốc xám do Botrytis cinerea gây ra; nó có thể gây nhiễm trùng sau thu hoạch và có khả năng giết cả cây. Đốm đen có thể xuất hiện trên lá húng quế và do các nấm thuộc chi Colletotrichum gây ra. Mục rỉ cây lá do Peronospora belbahrii gây ra là một bệnh quan trọng, lần đầu tiên được báo cáo tại Ý vào năm 2004. Nó đã được báo cáo ở Hoa Kỳ vào các năm 2007 và 2008.
Các vi khuẩn không gây bệnh được tìm thấy trên húng quế bao gồm các loài Novosphingobium.

## Công dụng

### Ẩm thực
Húng quế thường được sử dụng tươi trong các công thức nấu ăn. Nó thường được thêm vào cuối cùng, vì nấu nhanh sẽ phá hủy hương vị. Cây thảo tươi có thể được bảo quản trong một thời gian ngắn trong túi nhựa trong tủ lạnh, hoặc trong thời gian dài hơn trong tủ đông sau khi được quây nhanh trong nước sôi.

#### Lá và hoa
Các giống húng quế phổ biến nhất ở Vịnh Địa Trung Hải là "Genovese", "Purple Ruffles", "Mammoth", "Cinnamon", "Lemon", "Globe" và "húng quế xanh châu Phi". Húng quế là một trong những thành phần chính trong pesto, một loại sốt Ý với dầu ô liu và húng quế (cây húng vịt) là hai thành phần chính. Nhiều nền ẩm thực quốc gia sử dụng húng quế tươi hoặc khô trong các món súp và các món ăn khác, như để làm đặc súp. Húng quế thường được ngâm trong kem hoặc sữa để tạo hương vị cho kem hoặc truffle sô cô la.
Húng quế chanh có mùi hương và hương vị chanh mạnh do sự hiện diện của citral. Nó được sử dụng rộng rãi trong ẩm thực Indonesia, nơi nó được gọi là kemangi và được dùng tươi làm món ăn kèm với thịt hoặc cá sống.

#### Hạt
Khi ngâm trong nước, hạt của một số loại húng quế trở nên nhầy nhụa và được sử dụng trong các loại đồ uống và món tráng miệng châu Á như faluda Ấn Độ, sharbat-e-rihan Iran hoặc hột é Việt Nam. Ở Kashmir, thời gian ăn chay trong tháng Ramadan thường được kết thúc bằng babre beole, một loại sharbat được làm từ hạt húng quế.

### Y học dân gian
Húng quế được sử dụng trong các phương pháp y học dân gian, như Ayurveda hoặc y học truyền thống Trung Quốc.

### Độc tính đối với sâu bệnh và mầm bệnh

#### Thuốc trừ sâu và chất cản trở côn trùng
Các nghiên cứu về tinh dầu đã chỉ ra tính năng diệt sâu và ngăn chặn côn trùng, bao gồm cả độc tính tiềm năng đối với muỗi. Tinh dầu được Huignard và cộng sự năm 2008 phát hiện có khả năng ức chế hoạt động điện học bằng cách giảm biên độ điện thế hành động, rút ngắn giai đoạn sau hyperpolarization, và giảm tần suất của điện thế hành động. Theo quan điểm của Huignard, điều này do linalool và estragole, sự giảm biên độ do linalool, và sự rút ngắn giai đoạn do cả hai.
Callosobruchus maculatus, một loại sâu gây hại cho đậu bắp, bị tinh dầu chống lại. Tinh dầu kết hợp với kaolin vừa là chất diệt sâu trưởng thành và diệt trứng, hiệu quả trong ba tháng đối với C. maculatus trong đậu bắp. Các loài thrips Frankliniella occidentalis và Thrips tabaci bị O. basilicum chống lại, làm cho nó hữu ích như một chất chống côn trùng trong các loại cây trồng khác. Các loại sâu hại Sitophilus oryzae, Stegobium paniceum, Tribolium castaneum, và Bruchus chinensis được Deshpande và cộng sự năm 1974 và '77 đánh giá.

#### Thuốc diệt ký sinh trùng
Tinh dầu được Malik và cộng sự năm 1987 cùng Sangwan và cộng sự năm 1990 phát hiện có tác dụng diệt ký sinh trùng đối với Tylenchulus semipenetrans, Meloidogyne javanica, Anguina tritici, và Heterodera cajani.

#### Ức chế vi khuẩn và nấm
Tinh dầu của lá và/hoặc chồi non có hiệu quả đối với một số lượng lớn các loài vi khuẩn bao gồm Lactiplantibacillus plantarum và các loài Pseudomonas. Tinh dầu của lá và/hoặc chồi non cũng hiệu quả đối với một số lượng lớn các loài nấm bao gồm các loài Aspergillus, các loài Candida, các loài Mucor, và Geotrichum candidum.

## Văn hóa

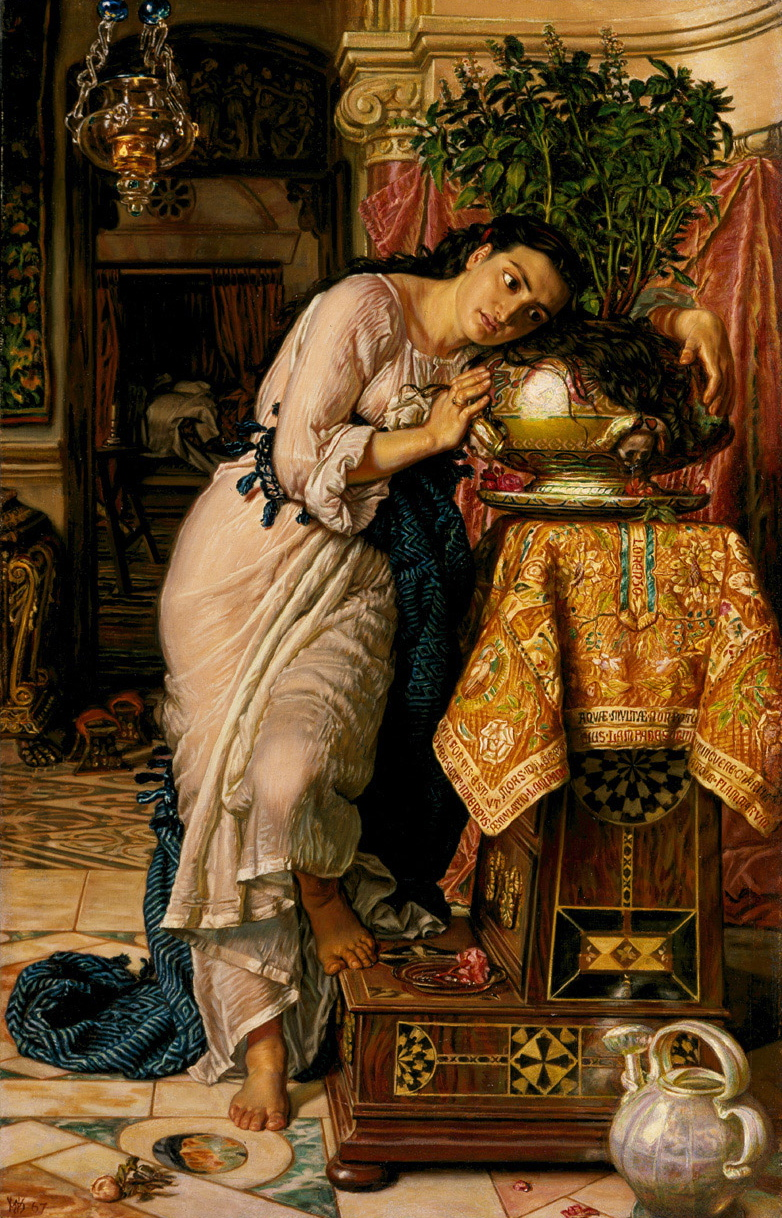
Isabella và Chum lùn của Húng quế, William Holman Hunt, 1868

Có nhiều lễ nghi và niềm tin liên quan đến húng quế. Người Ai Cập cổ đại và người Hy Lạp cổ đại tin rằng húng quế sẽ mở cánh cửa thiên đường cho người qua đời. Tín ngưỡng Do Thái cho rằng nó mang lại sức mạnh trong khi nhịn ăn. Tuy nhiên, Dược sĩ Nicholas Culpeper coi húng quế như một cây hoảng sợ và đáng nghi ngờ.
Ở Bồ Đào Nha, húng quế cụt truyền thống được trưng bày trong một chậu, kèm theo một bài thơ và một bông hoa cẩm tú cầu giấy, tặng cho người yêu trong các ngày lễ tôn giáo của John the Baptist (xem Đêm của Thánh John § Bồ Đào Nha) và Saint Anthony. Trong truyện Decameron của Giovanni Boccaccio vào thế kỷ 14, câu chuyện thứ năm của ngày thứ tư của truyện kể liên quan đến một chậu húng quế làm điểm trung tâm của câu chuyện. Câu chuyện nổi tiếng này đã truyền cảm hứng cho John Keats để viết bài thơ của mình năm 1814 "Isabella, or the Pot of Basil", là nguồn cảm hứng cho hai bức tranh của Tiền Raphael: Isabella của John Everett Millais vào năm 1849 và Isabella and the Pot of Basil của William Holman Hunt vào năm 1868.
Húng quế có ý nghĩa tôn giáo trong Chính thống giáo Hy Lạp, nơi nó được sử dụng để rắc nước thánh. Giáo hội Chính Thống Bulgari, Giáo hội Chính Thống Serbia, Giáo hội Chính Thống Macedonia và Giáo hội Chính Thống Romania sử dụng húng quế (tiếng Bulgaria: босилек, bosilek; tiếng Serbia: босиљак, bosiljak; tiếng Macedonia: босилек, bosilek) để chuẩn bị nước thánh và chậu húng quế thường được đặt dưới bàn thờ nhà thờ. Một số người Công giáo Hy Lạp thậm chí tránh ăn húng quế do liên kết của nó với truyền thuyết về việc dâng Thánh Giá.